# Eina (przystanek kolejowy)
Eina – kolejowy przystanek osobowy w Eina, w regionie Oppland w Norwegii, jest oddalony od Oslo Sentralstasjon o 100,89 km. Jest położony na wysokości 401,3 m n.p.m.

## Ruch pasażerski
Leży na linii Gjøvikbanen. Jest elementem kolei aglomeracyjnej w Oslo - w systemie SKM ma numer 300. Obsługuje Oslo Sentralstasjon, Gjøvik. Pociągi w obie strony odjeżdżają co dwie godziny. 

## Obsługa pasażerów
Poczekalnia, parking na 35 miejsc, parking rowerowy, przystanek autobusowy, postój taksówek. Odprawa podróżnych odbywa się w pociągu.